# The Levellers
The Levellers je sedmičlenná britská hudební skupina hrající alternativní rock a folk-punk. Jejich tvorba vychází z tradiční anglické folkové hudby, naživo jsou doprovázeni Stephenem Boakesem, který hraje na didgeridoo. Od svého vzniku v roce 1988 byli nesmírně produktivní - téměř každý rok vydávali novou desku, jejich zatím posledním počinem je DVD Chaos Theory Live z roku 2006. The Levellers hojně koncertují v ČR (absolvovali např. turné s kapelou Divokej Bill), v červenci 2007 vystoupili na festivalu Rock for People v Hradci Králové.

## Obsazení
- Mark Chadwick - zpěv, kytara
- Charlie Heather - bicí
- Jonathan Sevink - housle
- Jeremy Cunningham - basová kytara
- Simon Friend - kytara
- Matt Savage - klávesy
- Stephen Boakes - didgeridoo

## Diskografie

### Studiová alba
- 1990 - A Weapon Called the Word
- 1991 - Levelling The Land
- 1992 - See Nothing, Hear Nothing, Do Something
- 1993 - Levellers
- 1995 - Zeitgeist
- 1996 - Headlights, White Lines, Black Tar Rivers
- 1997 - Mouth to Mouth
- 1998 - One Way Of Life: The Best Of The Levellers
- 2000 - Hello Pig
- 2001 - Special Brew
- 2002 - Green Blade Rising
- 2005 - Truth & Lies
- 2008 - Letters from the underground
- 2012 - Static On the Airwaves
- 2018 - We The Collective

### Videa a DVD
- 1992 - The Great Video Swindle
- 1996 - Headlights White Lines Black Tar Rivers
- 1998 - One Way Of Live (sbírka videí z dosud vydaných singlů)
- 2006 - Chaos Theory Live (DVD)